# ドナルドの共同経営
『ドナルドの共同経営』（ドナルドのきょうどうけいえい、原題：Let's Stick Together）は、ウォルト・ディズニー・プロダクション（現：ウォルト・ディズニー・カンパニー）が製作した1952年4月25日公開のアニメーション短編映画作品。ドナルドダック・シリーズの第104作である。

## あらすじ
ゴミ拾いのアルバイトをしているドナルドはもうすっかり年を取りヨボヨボの爺さんアヒルとなっていた。そんな彼を見ていたのは老人蜂のスパイクだった。スパイクは若き日の自分とドナルドの話をする。実は彼らは若い頃は共同して働いていたのだった。ゴミ拾いや、遊園地のバイト、さらには港で船乗りたちの入れ墨など様々な職を転々としていた。ドナルドはすっかり大金持ちになり、洋服の仕立て屋会社の社長になっていた。一方、スパイクは長働きでヘトヘトになり、ドナルドはそんな彼にガーデニングをプレゼントした。ところが、これがドナルドとの友情が引き裂かれる原因となり、そこで恋人ができたことでスパイクは会社より彼女を選び、仕事場をめちゃくちゃにし、彼女を追い払おうとするドナルドを裏切り、会社を潰してしまう。その後、再びゴミ拾いのアルバイトに転職したのだった。老スパイクが話を終えると、老ドナルドは昔のことは気にしている様子はなく、「もう一度儲かろう」と誘い、「昔のことだから忘れよう」と断った。ところがドナルドを裏切って駆け落ちしたスパイクの妻はすっかり鬼嫁と化し、恐妻家になったスパイクは今度は家事や仕事をすべて自分に押し付け、怒鳴る妻に愛想を尽かし、結局かつての相棒であるドナルドと再び働く道を選び、旅立った。

## スタッフ
- 製作：ウォルト・ディズニー
- 監督：ジャック・ハンナ
- 脚本：ニック・ジョージ、アル・ベルティノ
- 音楽：オリバー・ウォレス
- 美術：エール・グレイシー
- 背景：
- 原画：ビル・ジャスティス、ヴォルス・ジョーンズ、ジョージ・クライスル

## キャスト
| キャラクター   | 原語版               | 旧吹き替え版 | 新吹き替え版 |
| -------------- | -------------------- | ------------ | ------------ |
| ドナルドダック | クラレンス・ナッシュ | 関時男       | 山寺宏一     |
| バグ           | ?                    | ?            | ?            |
| ナレーター     | -                    | 土井美加     | -            |